# Haval Xiaolong

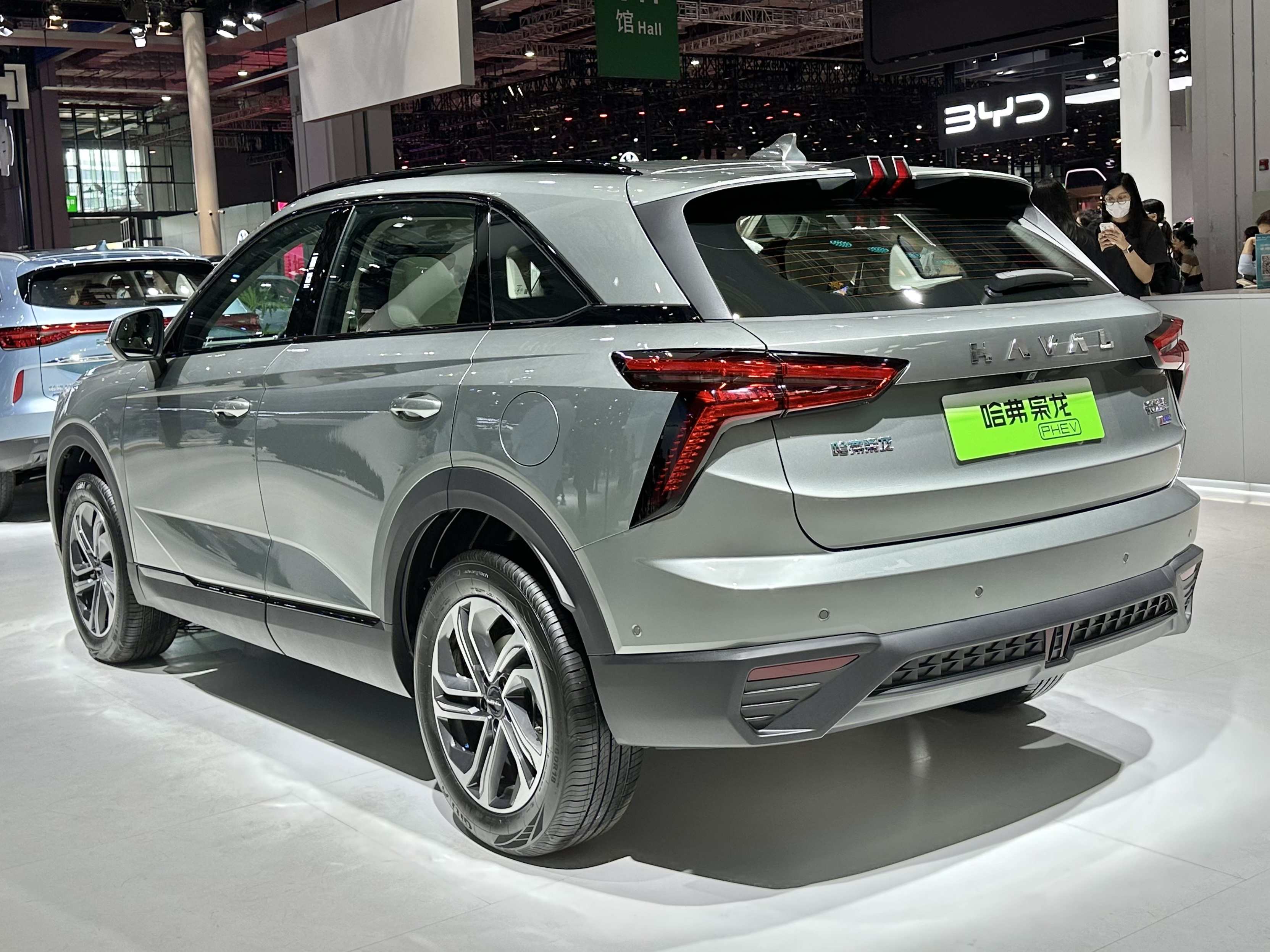
Вид сзади

Haval Xiaolong (кит. 枭龙) — компактный кроссовер, выпускающийся с 2023 года компанией Haval — внедорожным подразделением Great Wall Motors.

## Описание
Во время разработки Haval Xiaolong получил кодовое обозначение A07. Производство началось в марте 2023 года.

### Технические характеристики
Haval Xiaolong оснащён 1,5-литровым атмосферным рядным четырёхцилиндровым двигателем GW4G15H (разработанным на базе двигателя Toyota 1NZ-FE) в паре с двухступенчатой гибридной трансмиссией DHT. Ёмкость аккумулятора составляет 9,41 или 19,27 кВт·ч с запасом хода, соответственно, 44 или 86 км по циклу WLTP (52 или 110 км по циклу NEDC). Расход топлива Haval Xiaolong составляет 5,3 л/100 км.